# Фьорано-Канавезе
Фьорано-Канавезе (итал. Fiorano Canavese) — коммуна в Италии, располагается в регионе Пьемонт, в провинции Турин.
Население составляет 866 человек (2008 г.), плотность населения составляет 217 чел./км². Занимает площадь 4 км². Почтовый индекс — 10010. Телефонный код — 0125.
Покровителем коммуны почитается святой Далмаций из Педоны, празднование 5 декабря.

## Демография
Динамика населения:

## Администрация коммуны
- Официальный сайт: http://www.comune.fioranocanavese.to.it/